# Lisa Batiashvili
Lisa Batiashvili (Tbiliszi, 1979. március 7. – ) grúz születésű német hegedűművész.

## Élete, munkássága
Lisa (Elisabeth) Batiashvili 1979-ben született Tbilisziben, szovjet Grúziában. Mindkét szülője zenész, apja, Tamas Batiashvili hegedűművész, anyja, Marika Lortkipanidze zongorista, zongoratanár. Már hároméves kora előtt játszott egy miniatűr hegedűn, apja tanította, azután zongorázni is tanult. Nyolcéves korától egy tehetséges gyerekeknek szóló tbiliszi zeneiskolába járt. 1989-ben különdíjat nyert az odesszai Központi Zeneiskola Összszervezeti Versenyén (különleges engedéllyel, mert 12 év alatti gyermekek nem is vehettek volna részt). Két hónappal később korcsoportjában megnyerte a vilniusi Nemzetközi Balys Dvarionas Versenyt. 1991-ben Grúziából Hamburgba emigrált szüleivel. Itt 14 éves koráig a helyi Musikhochschulében tanult Mark Lubockijnál. 1993-ban a család Münchenbe költözött, és hat évig az itteni Musikhochschulében, Ana Chumachencónál tanult.
Az 1995-ös Nemzetközi Jean Sibelius Hegedűversenyen, 16 évesen, a verseny valaha volt legfiatalabb résztvevőjeként második díjas lett, ezzel elérte az áttörést, a nemzetközi figyelmet. 1999 és 2001 között a BBC New Generation Artist tagja volt, és 2000-ben debütált a BBC Proms-on is. A következő években karrierjét nagy koncertsikerek jelezték Európa-szerte és az Egyesült Államokban.
Rendszeresen fellép olyan zenekarokkal, mint például a Berlini Filharmonikus Zenekar, a Londoni Szimfonikus Zenekar, a Bécsi Filharmonikusok, a New York-i Filharmonikusok, a Philadelphia Zenekar, a Concertgebouw Zenekara, a Symphonieorchester des Bayerischen Rundfunks, a Staatskapelle Dresden, a Staatskapelle Berlin, a zürichi Tonhalle Zenekar, a Cseh Filharmonikusok, az Orchestra dell’Accademia Nazionale di Santa Cecilia, a Bostoni Szimfonikus Zenekar, a Chicagói Szimfonikus Zenekar, az Európai Kamarazenekar. Emellett a kamarazenét is szívesen műveli, mind duókban, mind nagyobb formációkban. Fellépett a másik grúz sztárral, Hatja Buniatisvilivel és fiatalkori példaképével, Anne-Sophie Mutterrel is.
Több lemezkiadónak is készített felvételeket (Ondine, EMI, Sony, Deutsche Grammophon). 2001-es CD-je, egyik első felvétele sikeres feltűnést keltett, amelyen Olli Mustonen Hármasversenyét játszotta Jaakko Kuusisto és Pekka Kuusisto hegedűművészek társaságában. 2007-ben lemezszerződést írt alá a Sonyval, Sibelius, Linberg és Beethoven műveit játszotta lemezre. Különlegességnek számít a grúz zeneszerző, Szulhan Cincadze bemutatása. A grúz műveket a hangversenyein is műsorra vette, például 2008-ban Londonban mutatta be Gija Kancselia Broken chant című kettősversenyét hegedűre, oboára és zenekarra, az oboista François Leleux, a férje volt. 2010 óta a Deutsche Grammophonnál készíti felvételeit. Első DG-s felvétele Echoes of Time címmel jelent meg, amiért 2011-ben Echo Klassik-díjat kapott. Érdekesség, hogy Visions of Prokofiev című lemeze, amelyen az orosz zeneszerző két hegedűversenyét és három népszerű részletet mutatott be. Utóbbiakat édesapja, Tamas Batiashvili új feldolgozásában rögzítette. Ez a felvétel Opus Klassik-díjat nyert.
A kritikusok dicsérik virtuozitását, érzékenységét, természetes eleganciáját és karizmatikus erejét. A The Times „teljes zenészként” jellemezte. Számos díjat nyert: a MIDEM Klasszikus díjat, a Choc de l’année-t, az Accademia Musicale Chigiana nemzetközi díját, a Schleswig-Holstein-i Zenei Fesztivál Leonard Bernstein-díját, 2006-ban a bonni Beethoven Fesztivál Beethoven-gyűrűjét. 2015-ben elnyerte a Musical America év hangszeres művésze címét, 2017-ben a Gramophone zenei magazin az év művészének választotta, 2018-ban pedig a Sibelius Akadémia (Helsinki Művészeti Egyetem) díszdoktorává választotta.
2021-ben megalakította a nonprofit Lisa Batiashvili Alapítványt, amely a fiatal, tehetséges grúz zenészek támogatását tűzte ki céljául. Rendszeresen hazalátogat szülőhazájába, ahol több koncertet ad.
Batiashvili egy 1739-es Guarneri „del Gesù” hegedűn játszik, amit egy magángyűjtő kölcsönöz számára. Férje François Leleux francia oboista, Münchenben élnek két gyermekükkel.

## Felvételei
Válogatás az AllMusic és a Discogs nyilvántartása alapján.
| Megjelenés | Tartalom                                                                                 | Közreműködők                                                                               | Kiadó                      |
| ---------- | ---------------------------------------------------------------------------------------- | ------------------------------------------------------------------------------------------ | -------------------------- |
| 2000       | Felix Mendelssohn Bartholdy: Violinkonzert e-moll, Richard Strauss: Ein Heldenleben      | Symphonie-Orchester des Bayerischen Rundfunks, Lorin Maazel                                | Bayerischer Rundfunk, Audi |
| 2001       | Olli Mustonen: Triple Concerto, Nonet for strings Nos. 1 & 2, Petite Suite               | Tapiola Sinfonietta, Olli Mustonen, Jaakko Kuusisto, Pekka Kuusisto, Martti Rousi          | Ondine                     |
| 2001       | Brahms, Bach, Schubert: Works for Violin and Piano                                       | Milana Chernyavska                                                                         | EMI                        |
| 2002       | Brahms: Double Concerto; Beethoven: Piano Concerto No. 3 ...                             | BBC Philharmonic, Alban Gerhardt, Ashley Wass, Yan Pascal Tortellier, Vaszilij Szinajszkij | BBC                        |
| 2007       | Sibelius, Lindberg: Violin Concertos                                                     | Finnish Radio Symphonx Orchestra, Sakami Oramo]                                            | Sony Classical             |
| 2008       | Beethoven: Violin Concerto, Sulkhan Tsintsadze: Miniatures                               | Deutsche Kammerphilharmonie Bremen, Georgian Chamber Orchestra                             | Sony Classical             |
| 2010       | Echoes of Time (Sosztakovics, Giya Kancheli, Pärt, Rachmaninov                           | Symphinieorcester des Bayerischen Rundfunk, Esa-Pekka Salonen                              | Deutsche Grammophon        |
| 2012       | Johannes Brahms: Concerto for Violin, Clara Schumann: Three Romances                     | Alice Sara Ott, Staatskapelle Dresden, Christian Thielemann                                | Deutsche Grammophon        |
| 2014       | Bach (Johann Sebastian Bach, Carl Philipp Emanuel Bach)                                  | Kammerorchester des Symphinieorcester des Bayerischen Rundfunk                             | Deutsche Grammophon        |
| 2016       | Tchaikovsky, Sibelius: Violin Concertos                                                  | Staatskapelle Berlin, Daniel Barenboim                                                     | Deutsche Grammophon        |
| 2018       | Visions of Prokofiev                                                                     | Chamber Orchestra of Europe, Yannick Nézet-Séguin                                          | Deutsche Grammophon        |
| 2020       | City Lights (Charlie Chaplin, Johann Sebastian Bach, Michel Legrand, Johann Strauss ...) | Berlin Radio Symphony Orchestra, Georgian Philharmonic Orchestra, Nikoloz Rachveli         | Deutsche Grammophon        |
| 2022       | Secret Love Letters (César Franck, Karol Szymanowski, Ernest Chausson, Claude Debussy)   | Philadelphia Orchestra, Yannick Nézet-Séguin                                               | Deutsche Grammophon        |